# Altura (Minnesota)
Altura – miasto w Stanach Zjednoczonych, w stanie Minnesota, w hrabstwie Winona.